# イギリスの国立公園

イギリスには国立公園が14か所あり、さらにザブローズは現在「同等のステータス」

イギリスの国立公園（イギリスのこくりつこうえん、英語: National parks、ウェールズ語：Parciau Cenedlaethol、スコットランドゲール語：Pàirc Nàiseanta）は、比較的開発が進んでおらず、風光明媚な風景のエリア、国立公園である。

## 概要
国立公園という類似した名前にもかかわらず、それらは他の多くの国の国立公園とはかなり異なる。国立公園は通常、保護されたコミュニティリソースとして政府によって所有および管理されており、通常は恒久的な人間のコミュニティを含まない。しかし、イギリスでは国立公園としての指定には、多くの場合景観の不可欠な部分である実質的な居住地と人間の土地利用が含まれる場合があり、国立公園内の土地は主に私有のままである。これらの公園は、国際自然保護連合（IUCN）の国際的に認められた基準によると、真の国立公園ではないが、居住と商業活動が制限されている優れた景観のエリアである。
イギリスには15か所の国立公園があり、その内訳はイングランドに10か所、ウェールズに3か所、スコットランドに2か所ある。さらに1か所の「同等のステータス」のエリア（ザブローズ）がある。北アイルランドには国立公園はない。
毎年推定1億1000万人がイングランドとウェールズの国立公園を訪れる。レクリエーションと観光は、訪問者と資金を公園にもたらし、彼らの保護活動を維持し、仕事とビジネスを通じて地元住民を支援している。これらの訪問者はまた、土地浸食や交通渋滞、公園の資源の使用をめぐる紛争などの問題をもたらす。耕作地へのアクセスは、公道の権利と許可された道に制限されており、イングランドとウェールズのほとんど（すべてではない）の未耕作地域は、2000年の田舎と道の権利法の下で歩くためのアクセス権を持っている。

## 国立公園の一覧
|    | 名称 (英文ページ)                            | 制定年 | 面積 km2 |
| -- | -------------------------------------------- | ------ | -------- |
| 01 | ピークディストリクト (Peak District)         | 1951年 | 01438    |
| 02 | 湖水地方                                     | 1951年 | 02292    |
| 03 | スノードニア (Snowdonia)                     | 1951年 | 02142    |
| 04 | ダートムーア                                 | 1951年 | 0956     |
| 05 | ペンブロークシャー海岸 (Pembrokeshire Coast) | 1952年 | 0620     |
| 06 | 北ヨーク・ムーア (North York Moors)          | 1952年 | 01436    |
| 07 | ヨークシャー・デールズ (Yorkshire Dales)     | 1954年 | 01769    |
| 08 | エクスムーア (Exmoor)                        | 1954年 | 0693     |
| 09 | ノーサンバーランド (Northumberland)          | 1956年 | 01049    |
| 10 | ブレコン・ビーコンズ (Brecon Beacons)        | 1957年 | 01351    |
| 11 | ザブローズ (The Broads)                      | 1988年 | 0303     |
| 12 | ローモンド湖・ザトロサックス                 | 2002年 | 01865    |
| 13 | ケアンゴームズ (Cairngorms)                  | 2003年 | 04528    |
| 14 | ニューフォレスト (New Forest)                | 2005年 | 0580     |
| 15 | サウスダウンズ (South Downs)                 | 2010年 | 01641    |

## 参照項目
- スコットランドの国立公園 (National parks of Scotland)
- イングランドおよびウェールズの国立公園
- アメリカ合衆国国立公園